# Sojuz TMA-3
Sojuz TMA-3 (ryska: Союз ТMA-3) var en flygning i det ryska rymdprogrammet. Flygningen gick till Internationella rymdstationen. Farkosten sköts upp från Kosmodromen i Bajkonur, med en Sojuz-FG-raket, den 18 oktober 2003. Man dockade med rymdstationen den 20 oktober 2003.
Efter att ha tillbringat 194 dagar i rymden lämnade man rymdstationen den 29 april 2004. Några timmar senare återinträdde den i jordens atmosfär och landade i Kazakstan.
I och med att farkosten lämnade rymdstationen var Expedition 8 avslutad.